# Liu Shiwen
Liu Shiwen (刘诗雯S, Liú ShīwénP; Liaoning, 12 aprile 1991) è una tennistavolista cinese.

## Palmarès
- Olimpiadi

Rio de Janeiro 2016: oro a squadre.
Tokyo 2020: argento nel doppio misto.
- Mondiali

Yokohama 2009: bronzo nel doppio
Mosca 2010: argento a squadre.
Rotterdam 2011: bronzo nel singolare.
Dortmund 2012: oro a squadre.
Parigi 2013: argento nel singolare e nel doppio.
Tokyo 2014: oro a squadre.
Suzhou 2015: oro nel doppio e argento nel singolare.
Kuala Lumpur 2016: oro a squadre.
- Coppa del mondo

Linz 2009: oro a squadre.
Canton 2009: oro nel singolare.
Doha 2010: oro a squadre.
Huangshi 2012: oro nel singolare.
Canton 2013: oro a squadre.
Kobe 2013: oro nel singolare.
Dubai 2015: oro a squadre.
Sendai 2015: oro nel singolare.
- Giochi asiatici

Canton 2010: oro a squadre e argento nel doppio.
Incheon 2014: oro singolare e a squadre e argento nel doppio.
- Campionati Asiatici

Jeju-do 2005: oro nel doppio e bronzo a squadre.
Lucknow 2009: oro a squadre e bronzo nel singolare e nel doppio misto.
Macao 2012: oro a squadre e bronzo nel singolare.
Busan 2013: oro a squadre e nel singolare e argento nel doppio.
Pattaya 2015: oro a squadre.